# Ortalis erythroptera
La Ciacialaca testarossiccia (Ortalis erythroptera) è una specie di uccello della famiglia Cracidae. Si trova in Colombia, Ecuador e Perù. I suoi habitat naturali sono le foreste secche di latifoglie tropicali e subtropicali, le foreste pluviali di latifoglie tropicali e subtropicali, la foresta montana umida tropicale e subtropicale, le macchie tropicali e subtropicali e le piantagioni. È minacciato dalla distruzione dell'habitat, che causa una continua diminuzione della popolazione.